# 阿巴拉契亞州立大學
阿巴拉契亞州立大學（Appalachian State University，縮寫：Appalachian、App State、App、ASU)，是一所位於美國北卡罗來納州波尼的公立大學。該大學創建於1899年，本是一所教師培訓學校，1968年增加了其他的課程，1971年加入北卡罗來納大學系统，現為其中學生人數第六多的成員。

## 外部連結
- www.appstate.edu
- Appalachian State Mountaineers website （页面存档备份，存于）

36°12′50″N 81°40′43″W / 36.213843°N 81.678621°W